# Olga Palikowa
Olga Palikowa (russisch Ольга Паликова; * 20. Mai 1974) ist eine ehemalige russische Sommerbiathletin.
Olga Palikowa startet für Sankt Petersburg. Sie erreichte ihre größten internationalen Erfolge bei den Sommerbiathlon-Weltmeisterschaften 1998 in Osrblie. An der Seite von Jelena Safarowa, Jelena Dumnowa und Nadeschda Talanowa gewann sie hinter den Vertretungen aus Weißrussland und der Slowakei sie Bronzemedaille im Staffelrennen. Im Sprint wurde sie zudem 19., im Verfolgungsrennen lief sie auf den 17. Platz. 2002 platzierte sie sich sowohl im Sprint, als auch in der Verfolgung auf Platz zehn. Bei den Sommerbiathlon-Europameisterschaften 2001 in Ischewsk gewann sie den Sprint vor ihrer Teamkollegin Neupokojewa.